# Гришин, Геннадий Алексеевич
Геннадий Алексеевич Гришин (род. 25 ноября 1964, Данков, Липецкая область, СССР) — советский и российский футболист, полузащитник. Мастер спорта (1987).

## Биография
Воспитанник школы города Данков. Начинал профессиональную карьеру в «Металлурге» Липецк. После службы в армии был приглашён в московское «Торпедо». В команде дебютировал в гостевом матче против «Кайрата», в котором сделал голевую передачу.
За «Торпедо» (1986—1995) провёл 202 матча (один из рекордсменов), забил 32 гола. Провёл 26 матчей в еврокубках — рекорд среди торпедовцев, забил 4 гола.
В 1993 году перешёл в немецкий «Лейпциг», который после первого круга сезона 1992/93 имел шансы выйти в 1-ю Бундеслигу. Контракт был на полгода и после его истечения Гришин вернулся в «Торпедо». Сезон 1993/94 отыграл в «Хапоэле» (Хайфа, Израиль), но после смены руководства вынужден был покинуть команду.
В 1996 году перешёл в ярославский «Шинник». Позже выступал за «Томь» и «КАМАЗ-Чаллы».
В 2003—2008 годах работал тренером в ФК «Москва», с 2008[уточнить] — тренер ЦСО «Локомотив».

## Достижения
- Обладатель Кубка СССР 1986. Обладатель Кубка России 1993.
- Бронзовый призёр чемпионатов СССР 1988 и 1991 годов.
- Серебряный призёр Первой лиги России 1996 (выход в Высшую лигу)